# 八木が谷
八木が谷（やきがや）は、千葉県船橋市の地名。近隣の八木が谷町（やきがやちょう）についても記述する。
八木が谷が正式な表記である。

## 歴史・由来
古くからの集落の一つ。当地域の柏上（かしあげ）遺跡に、古墳時代中期の住居址が保存されている。中世までこの住居が続いたかは不明である。だが、長福寺周辺には室町時代に城があり、当時の板碑も多数出土している。江戸時代には旗本長井氏と市川氏に二分して知行された。
その後明治22年（1889年）の町村制施行に伴い千葉郡豊富村大字八木ヶ谷となった。昭和29年（1954年）、豊富村の船橋市への編入により船橋市大字八木ヶ谷となり、翌昭和30年に八木が谷町と改称された。昭和56年（1981年）の住居表示実施により、旧来の集落と周辺が八木が谷1〜5丁目、北部が高野台（こうやだい）1〜5丁目、三咲と接する地区が咲が丘1〜4丁目、みやぎ台1〜4丁目となった。その後は、住居表示未実施の一部地域が八木が谷町として残存している。
1. 谷が入り込んだ複雑な地形を意味する「八岐が谷」が転化
2. 城主が八木ヶ谷胤宣であった
3. 八種類の木（松、カラタチ、橘、柏、楡、桑、ナツメ、竹）が繁る谷あいの土地
4. 八木は「米」の分解で、米のよくとれる谷田

といった説がある。他にも、「やき」「やぎ」は狭い小谷、焼畑・野焼、湿地等を意味するとも考えられる。現時点では詳しいことは分かっていない。

## 地理・交通
- 北部には新川水系二重川（一級河川）が流れており、その支流志多田川が東部を流れている。
- 京成松戸線の駅に近い場所は住宅地だが、川に近い部分や駅から遠い東部は田園地帯である。
- 京成バス千葉ウエスト鎌ケ谷営業所の路線バスが、二和向台駅から、通っている。二和向台駅 路線バス
- 最寄駅は京成電鉄松戸線二和向台駅及び三咲駅である。
- 八木が谷町や八木が谷5丁目の地域は北総鉄道北総線白井駅（白井市）も利用できる。
- 町内には主要な道路はないが、付近には県道が数本走っている。

### 地価
住宅地の地価は、2014年（平成26年）1月1日の公示地価によれば、八木が谷3-11-20の地点で6万7000円/m2となっている。

## 八木が谷
八木が谷（やきがや）は、1～5丁目まである。郵便番号は274-0802。

### 隣接地名
- 高野台（北西～北）
- 根（白井市）（北東）
- 復（白井市）（北東）
- 八木が谷町（北東）
- みやぎ台（南東）
- 咲が丘（南西）
- 東鎌ケ谷（鎌ケ谷市）（北西）

### 世帯数と人口
2017年（平成29年）11月1日現在の世帯数と人口は以下の通りである。
| 丁目           | 世帯数    | 人口    |
| -------------- | --------- | ------- |
| 八木が谷一丁目 | 826世帯   | 1,825人 |
| 八木が谷二丁目 | 699世帯   | 1,635人 |
| 八木が谷三丁目 | 513世帯   | 1,158人 |
| 八木が谷四丁目 | 210世帯   | 569人   |
| 八木が谷五丁目 | 38世帯    | 112人   |
| 計             | 2,286世帯 | 5,299人 |

### 小・中学校の学区
市立小・中学校に通う場合、学区は以下の通りとなる。
| 丁目           | 番地                                                          | 小学校                   | 中学校                 |
| -------------- | ------------------------------------------------------------- | ------------------------ | ---------------------- |
| 八木が谷一丁目 | 全域                                                          | 船橋市立八木が谷小学校   | 船橋市立八木が谷中学校 |
| 八木が谷二丁目 | 1～13番 14番5号以降 15番1～12号 16～25番 26番1～13号 27～44番 | 船橋市立八木が谷小学校   | 船橋市立八木が谷中学校 |
| 八木が谷二丁目 | 14番1～4号 15番13～23号 26番14～18号 45番                     | 船橋市立八木が谷北小学校 | 船橋市立八木が谷中学校 |
| 八木が谷三丁目 | 1番～26番10号 30～36番                                        | 船橋市立八木が谷北小学校 | 船橋市立八木が谷中学校 |
| 八木が谷三丁目 | 26番11号～29番                                                | 船橋市立八木が谷小学校   | 船橋市立八木が谷中学校 |
| 八木が谷四丁目 | 全域                                                          | 船橋市立八木が谷北小学校 | 船橋市立八木が谷中学校 |
| 八木が谷五丁目 | 全域                                                          | 船橋市立八木が谷北小学校 | 船橋市立八木が谷中学校 |

### 施設
- 船橋市立八木が谷小学校（2丁目）
- 船橋市立八木が谷中学校（2丁目）
- 船橋市立八木が谷北小学校（4丁目）
- 学校法人岩浅学園 八木ヶ谷幼稚園（2丁目）
- 八木が谷公民館（2丁目）
- 八木が谷県営住宅
- 八木が谷第二県営住宅（4丁目）
- 八木が谷公園(ピーターパン公園)
- 八木が谷第一号公園
- 八木が谷南緑地（1丁目）

## 八木が谷町
八木が谷町（やきがやちょう）は、昭和56年（1981年）の当地区の住居表示実施の際、対象外となった地区で、八木が谷地域の東部に位置する。3か所に分かれて飛地状に残存する。郵便番号は274-0803。

### 隣接地名
- 八木が谷5丁目
- 大神保町
- 神保町
- みやぎ台4丁目
- 三咲町

### 世帯数と人口
2017年（平成29年）11月1日現在の世帯数と人口は以下の通りである。
| 町丁       | 世帯数 | 人口 |
| ---------- | ------ | ---- |
| 八木が谷町 | 30世帯 | 73人 |

### 小・中学校の学区
市立小・中学校に通う場合、学区は以下の通りとなる。
| 番地                        | 小学校                   | 中学校                 |
| --------------------------- | ------------------------ | ---------------------- |
| 1～13番地 56番地 62番地以降 | 船橋市立八木が谷北小学校 | 船橋市立八木が谷中学校 |
| 21・22番地 35番地           | 船橋市立八木が谷小学校   | 船橋市立八木が谷中学校 |

### 施設
特筆すべき施設はない。

## その他
- 若荒雄匡也…船橋市出身の元大相撲力士。本名は八木ヶ谷匡也で、四股名も元々「八木ヶ谷」だった。
- 鶯亭金升…船橋市出身の記者。八木が谷の湯浅家で生まれた。